# シティタワー大阪本町
シティタワー大阪本町 (シティタワーおおさかほんまち) は大阪府大阪市中央区備後町にある超高層マンション。

## 沿革・概要
堺筋と三休橋筋に挟まれた地区にあるタワーマンション。855戸という大規模マンションであり、1990年代以降に大阪市で供給された分譲マンションのうち、販売戸数では単独売主で「過去最大規模」だった。

## 建築概要
- 階数：地上48階地下1階
- 高さ：165.0メートル
- 総戸数：855戸
- 施主：住友不動産
- 設計：清水建設
- 施工：清水建設

## 共同設備
- ラウンジ
- フィットネスルーム
- パーティルーム
- ゲストルーム

## 近隣施設
- 大阪国際ビルディング
- メットライフ本町スクエア
- りそな銀行本社ビル
- 東警察署
- 大阪東郵便局
- 風蘭ビルディング

## 交通アクセス
- Osaka Metro 堺筋線堺筋本町駅より徒歩3分
- Osaka Metro 御堂筋線本町駅より徒歩5分